# Wapen van Wadenoijen

Het wapen van Wadenoijen

Het wapen van Wadenoijen werd op 11 augustus 1833 per Koninklijk Besluit door de Hoge Raad van Adel aan de Gelderse gemeente Wadenoijen toegekend. Vanaf 1 juli 1956 is het wapen niet langer als gemeentewapen in gebruik omdat de gemeente Wadenoijen opging in de gemeenten Tiel en Zoelen. Overigens werd bij de gemeentelijke herindeling per 1978 ook het Zoelse deel van Wadenoijen bij Tiel gevoegd.

## Blazoenering
De blazoenering van het wapen luidt als volgt:
In keel een zalm van natuurlijke kleur, paalsgewijze geplaatst, in de hoeken van het schild vergezeld van een kruisje van goud.

## Verklaring
Bij de site Nederlandse Gemeentewapens is niets bekend over de oorsprong van dit wapen. De zalm verwijst naar het wapen van baron van Brakell, op het moment van toekenning van het wapen Heer van Wadenoijen. De vier kruisen verwijzen naar de 4 kernen van de toenmalige gemeente: Wadenoijen, Drumpt, Zennewijnen en Passewaaij.

## Verwante afbeelding

Defileervlag van 1938

Aalst · 
Ammerzoden · 
Angerlo · 
Appeltern · 
Batenburg · 
Beesd · 
Beltrum · 
Bemmel · 
Bergharen · 
Bergh · 
Beusichem · 
Borculo · 
Brakel · 
Buurmalsen · 
Deil · 
Didam · 
Dinxperlo · 
Dodewaard ·
Doornspijk ·
Dreumel ·
Driel ·
Echteld ·
Eibergen ·
Elst ·
Est en Opijnen ·
Everdingen ·
Ewijk ·
Gameren ·
Geesteren · 
Geldermalsen · 
Gendringen · 
Gendt ·
Groenlo ·
Groesbeek ·  
Haaften ·
Hedel ·
's-Heerenberg ·
Heerewaarden ·
Hemmen ·
Hengelo ·
Herwen en Aerdt ·
Herwijnen ·
Heteren ·
Heukelum ·
Hoevelaken ·
Horssen ·
Huissen ·
Hummelo en Keppel ·
Hurwenen  ·
Kerkwijk ·
Keppel ·
Kesteren ·
Laren · 
Lichtenvoorde ·
Lienden ·
Lingewaal · 
Maurik ·
Millingen aan de Rijn ·
Nederhemert ·
Neede ·
Neerijnen ·
Netterden ·
Niftrik ·
Nijbroek ·
Ophemert ·
Overasselt ·
Pannerden ·
Poederoijen · 
Renkum ·
Rijnwaarden ·
Rossum ·
Ruurlo ·
Steenderen ·
Terborg ·
Twello ·
Ubbergen ·
Valburg ·
Varik ·
Vorden ·
Vuren ·
Waardenburg ·
Wadenoijen ·
Wamel ·
Wehl ·   
Warnsveld ·
Wisch ·
Zeddam ·
Zelhem ·
Zoelen ·
Zuilichem 

Dorps-, heerlijkheids- en stadswapens: 

Acquoy 
· Baak 
· Barlham 
· Bredevoort 
· Doreweerd 
· Elden
· Enspijk 
· Gellicum 
· Groessen 
· Hakfort 
· Hellouw 
· IJzendoorn 
· Kell  
· Lede en Oudewaard 
· Lichtenberg 
· Loil 
· Maasbommel 
· Meijnerswijk 
· Meteren 
· Middagten 
· Rhenoy 
. Rumpt
· Tricht 
· Verwolde 
· Wildenborch